# HHhH
HHhH je první román francouzského spisovatele Laurenta Bineta z roku 2010. Pojednává o historii operace Anthropoid, atentátu na Heydricha a životech jeho protagonistů: Reinharda Heydricha a obou výsadkářů, kteří atentát provedli – Jozefa Gabčíka a Jana Kubiše. Knihu prokládají také kapitoly, v nichž Binet popisuje svůj vztah k události, sběr materiálu i samotné psaní knihy – odkazuje také na další literární díla (beletristická i odborná), filmy, výstavy atd. Titul HHhH je akronymem věty Himmlers Hirn heisst Heydrich (Himmlerův mozek se jmenuje Heydrich).
Kniha obdržela prestižní literární cenu Akademie Goncourt za literární prvotinu a stala se předlohou pro britsko-francouzský film Smrtihlav z roku 2017. Román vydalo nakladatelství Argo v roce 2010; do češtiny jej převedla Michala Marková. Jako audioknihu román česky načetl Jiří Plachý.